# Nagyezsda Leonyidovna Iljina
Nagyezsda Leonyidovna Iljina, született Kolesznyikova (oroszul: Наде́жда Леони́довна Ильина́ [Коле́сникова]; Zelenokumszk, 1949. január 24. – Moszkva közelében, 2013. december 7.) szovjet-orosz atlétanő, futó. Nagyja Petrova teniszező édesanyja.
Egyéniben és váltóban 400 méteres távon versenyzett, élete legnagyobb eredményét a női 4 × 400 méteres váltóban érte el a montréali olimpián, a váltó befutójaként bronzérmes lett a világcsúcsot futó keletnémet és a szintén a régi világcsúcs idején belül futó amerikai váltó mögött.
Európa-bajnokságokon szintén a váltóval szerzett két bronzérmet, egyéniben 1974-ben 400 méteren negyedik lett. Fedett pályás Európa-bajnokságon 1974-ben és 1975-ben is ezüstérmes lett egyéni 400 méteren, utóbbi tornán a 4 × 320 méteres (4 × 2 körös) váltófutást a szovjet csapat tagjaként megnyerte. 1972-ben a franciaországi Grenoble-ban 4 × 360 méteres (szintén 4 × 2 körös) váltófutásban ezüstérmes volt. Olimpiai játékokon a bronzérmén kívül csak helyezéseket ért el, egyéniben az elődöntőben esett ki 1972-ben és 1976-ban is, a müncheni olimpián a váltóval nyolcadik lett. Győzni tudott viszont az 1973-as moszkvai universiade női 400 méteres számában. Háromszoros szabadtéri (1973–1975) és kétszeres fedett pályás (1973–1974) szovjet bajnok, a Dinamo Moszkva versenyzője volt.
Autóbalesetben hunyt el 2013 decemberében.

## Egyéni legjobbjai
- 400 m: 51,19 mp, 1976. május 29., München
  - fedett pályán: 52,44 mp, 1974. március 10., Göteborg